# Mindennapi élet Japánban a szamurájok korában
A mindennapi élet Japánban a szamurájok korában, a 12–16. század között, a japán középkorban, még nem ismert sok olyan mai jellegzetességet, mint például a teaszertartás, a tatami, a japán virágkötészet, az ikebana, a japánkert. Ugyanakkor ez a korszak alapozta meg a mai japán világhoz vezető fejlődés folyamatát. A kor tipikus alakjai voltak a szamurájok, az örökletes katonai nemesség tagjai, akik a sajátos japán feudális anarchia, az állandósult belháborúk közepette, végletes hűséggel harcoltak uruk oldalán (aki viszont a maga részéről gyakran váltogathatta szövetségeseit).
A köznép végtelenül szerény életkörülmények között élt, de ha az állandó csatározások nem tették lehetetlenné, érezhető volt a gyarapodás.

## Társadalmi-gazdasági háttér
A japán középkorban, a 12. századtól a 16. század végéig terjedő korszakban lépett be az ország a belterjes gazdálkodást folytató földműves társadalom korába. A már a 7. században kialakult kisbirtokrendszer maradt az alapvető a következő Edo-korban is, egészen a 19. század végéig, az ipari társadalom koráig. A természeti adottságok, az általában csak kis foltokban művelhető terület miatt nagybirtokrendszer nem tudott kialakulni az országban. A lakosság túlnyomó többsége, több mint 90%-a mindvégig a parasztsághoz tartozott. A nemesek, arisztokraták végletesen elszigetelődtek tőlük; szinte tudomást sem vettek létezésükről, vagy ha igen, akkor „különös embereknek”, „jelentéktelen lényeknek” nevezték őket. Egy részük formálisan is meg volt fosztva személyi szabadságától. Ínséges időszakokban a parasztok időnként kénytelenek voltak eladni gyermekeiket vagy cselédjeiket saját túlélésük érdekében, annak ellenére, hogy a központi hatalom újra meg újra megtiltotta a személyek áruba bocsátását.
A korszak egészében a mezőgazdaságban, de a kézműves iparban is jelentősen növekedett a termelés, javult a munkatermelékenység. A fejlettebb szántás és öntözés, a teraszos gazdálkodás, az árasztásos rizstermelés, a vaseszközök használatának és a trágyázásnak az elterjedése, a többféle termény és a magasabb termésátlagok már képesek voltak nagyobb faluközösségeket is eltartani. Ez lehetővé tette a népesség lendületes növekedését. Az 1200 táján körülbelül 7 milliós lakosság az 1600-as évekre már mintegy 13 millióra nőtt.
Az előállított javak nagy részét azonban a szinte állandó háborúskodás, a katonák ellátása és az uralkodó osztály fényűzése élte fel. Megjelentek a korábbiaknál nagyobb, egységesebb, belülről irányított faluközösségek, amik már be tudtak kapcsolódni az országos politikai folyamatokba. Hatékonyabb lett a kereskedelem, a javak szétosztása az egész társadalom számára. Felgyorsult a városiasodás, szaporodott a városias települések száma.
A parasztság helyzete a korszak folyamán csak súlyosbodott. A helyi urak időnkénti önkényeskedései helyébe a szisztematikus elnyomás lépett. A 16. század rendeletei szigorúan megtiltották számukra földjeik elhagyását és idegenek befogadását egyaránt, és tízes csoportokban kollektíve lettek felelősek kötelezettségeik teljesítéséért. (A szamurájok és a közkatonák hasonlóképpen, ötös csoportokban voltak felelősek egymásért.)
Az egyre hevesebb hatalmi harcok miatt a falvak és városok fizikai akadályokkal, vizesárkokkal, mocsarakkal határolták le területüket- Ezek a határok, meg az országos útvonalakon a tartományok határán felállított ellenőrző pontok, akadályok a társadalmi érintkezést is súlyosan korlátozták, akadályozták a kívülállók mozgását.

## Az élet szakaszai

### Születés
A szülés igen gyakori volt, a férjezett asszonyok csaknem minden évben, otthonukban szültek, de a csecsemők közül kevesen maradtak életben az egészségügyi ellátás és a higiénia teljes hiánya miatt. A szülést diszkréten kezelték, a vajúdó asszonyok is igyekeztek nem hangot adni fájdalmuknak. Általános szokás volt a szegény és a gazdag családokban egyaránt, hogy a rossz szellemek távoltartása érdekében egy férfi egy íj húrját rezegtette a szülés idején.
Az újszülöttet csak megtörölgették, a rituális első fürdőben csak néhány nap múlva részesült. A nagyarányú csecsemőhaladóság miatt is úgy tartották, hogy az első 30 napban a gyermek lelke még nem kötődik szilárdan a testéhez, ezért nagy óvatosságra van szükség; 30 napig nem hagyták el a házat. Az ikerszülésnek nem örültek, szégyellték (az állatokéhoz való hasonlósága miatt) és rossz előjelnek tartották a gyermekek sorsát illetően. Ennek ellensúlyozására különösen vidám neveket választottak számukra.

### Gyermekkor
A kisgyermekeket nagy szeretettel vették körül a családban. Az elsőszülött fiú a többieknél is nagyobb figyelmet kapott, a kezdetektől elkezdték felkészítését a családfői szerepre. A gyermekek korát a fogantatástól számították, azt egy évre becsülve, így a gyermeket születésekor már egy évesnek tekintették; majd a következő naptári év első napján újabb évet adtak hozzá. Az év végén született csecsemő így már hamarosan két évesnek számított. A kisgyerekek fa-, szalma-, agyagfigurákkal játszottak, mint világszerte. A fiúk háborúsdival szórakoztatták magukat, vagy a mindenütt nagy számban jelenlévő kutyákkal viaskodtak.
A fiúkat körülbelül hét, a lányokat hat éves korukban kis ünnepséggel „búcsúztatták el gyermekkoruktól”. Felnőttes ruhát kaptak, a szamurájok ekkor mutatták be őket uraiknak. Őket azonban ezután is – a világ sok más táján uralkodó kemény szigortól eltérően – jó sorban tartották, szabadon járkálhattak, szórakozhattak, csaknem szentnek tartották őket. Csak szélsőséges esetben alkalmaztak velük szemben testi fenyítést.
Formális oktatásban csak a nemesek gyermekei részesültek, közülük is inkább csak a fiúk. Tőlük megkövetelték a japán és a kínai írás, valamint válogatott irodalmi művek ismeretét. A nemesek gyermekeiket szívesen adták nagyurakhoz vagy monostorokba nevelésre már zsenge korukban. A szerzetesek büszkék voltak „apródjaikra”, szemöldöküket borotválták, szépen öltöztették őket. A homoszexualitás egyébként mind a szerzetesek, mind a harcosok körében gyakori és elfogadott jelenség volt.
A lakosság túlnyomó részét kitevő parasztság gyermekei bekapcsolódtak szüleik munkájába és így sajátították el a számukra legszükségesebb ismereteket. A szegény gyermekek szüleik szobájában aludtak, korán megismerkedtek a szexuális élettel, álszemérem nélkül nőttek fel. A falusi szegények gyermekei a mezőgazdasági munkák szüneteiben a helyi templomban vagy a falu öregjei mellett tanulmányozhatták az írás, számolás, illemtan alapjait.

### Nagykorúság
A nagykorúság a szamurájoknál a 15. életévhez kötődött; más társadalmi osztályok esetében a 13. év körül volt. Ekkortól a fiatalok már felnőttnek számítottak; a fiúk nadrágot viseltek, a lányok nem vehettek részt többé a fiúk játékaiban.  A férfivá avatás szertartása után az illető már kardot viselhetett, és azt használhatta.
Az előkelő családokban a lányok számára kívánatos cél az volt, hogy minél magasabb állású férjet szerezzenek, esetleg nagyurak ágyasává válhassanak. Vidéken a lányok nem siettek a férjhezmenéssel, mert a családjuk számára fontos munkaerőt jelentettek, valamint a házasság előtt nagy volt a szexuális szabadságuk. A fiúk mielőbb párt akartak hozni a házhoz, szintén a családi munkaerő növelése céljából, meg hogy mielőbb fiúutódjuk szülessen, akire majd rá lehet hagyni a gazdaságot.
A városi kereskedők, kézművesek fiai általában inasnak álltak. Mesterük szinte a családjába fogadta őket, saját utód híján gyakran örökbe is fogadták a tanoncot.

#### Névadás
A nemesek, szamurájok fiai nagykorúvá válásukkor két írásjegyből álló férfinevet kaptak, az egyik öröklődő, a másik egyéni volt. A közembereknek általában nem volt családi nevük, leginkább ragadványnéven szólították őket a szüleiktől kapott keresztnevük helyett. Tojotomi Hidejosi, a 16. század vezető japán hadura, az ország egyik első egyesítője paraszti sorból származott, és mielőtt a császár családnevet adományozott neki, homályos származása miatt Kinosita (kb. „fa alatt talált”) néven nevezték.

### Házasodás, a nők helyzete
A felnőttek életének Japánban is az egyik legfontosabb eseménye a házasságkötés volt. Általában a szülők választottak párt gyermeküknek, a fiatalok több-kevesebb beleegyezésével, de a fiatalok időnként maguk kezdeményezték a frigyet. A köznép soraiban gyakorolták a próbaházasságot is: a menyasszony eljárt dolgozni leendő férje családjának háztartásába, a férfi viszont a lánnyal tölthette az éjszakát leendő apósa házában. A házasságtól bármelyikük visszaléphetett.
Az arisztokraták körében a 12. században is érvényesült még az a régi szabály, hogy a férj a külön háztartásban élő feleségeit rendszeresen körbelátogatta, hosszabb időt töltött el mindegyikükkel. A közemberek, de általában általában a szamurájok sem engedhették meg maguknak ezt a gyakorlatot, anyagi okokból. Ők általában csak akkor vettek második feleséget, ha az első meddő maradt. A 15. századra a poligámia teljesen visszaszorult, a fiú örökös hiányát is egy vő vagy más bizalmi ember örökbefogadásával orvosolták.
A házasság korhatára a helyi szokásoktól függött. Atyai beleegyezésre csak a szamurájok körében volt feltétlen szükség, de a szülők általában itt is szem előtt tartották gyermekeik boldogságát. Elterjedt volt az endogámia, a viszonylag közeli rokonok közötti házasság is, de a közvetlen felmenők és leszármazottak, illetve a testvérek és féltestvérek kivételével.
A nők helyzete, elsősorban a családon belüli befolyása a parasztcsaládokban erős volt, a család jólétével kapcsolatos minden kérdésben fontos volt a véleményük. A szamurájok körében azonban a női befolyás eleve csekélyebb volt, és a korszak vége felé, a konfuciánus tanok elterjedésével az egész társadalomban szinte jelentéktelenné vált.
Maga a házasodás az előkelők körében bonyolult szertartás volt, a köznép sokkal egyszerűbben oldotta meg. A lakodalom a köznép körében is viszonylag gazdag volt, nagyon hasonlóan sok más kultúrához sok ivással, vidámsággal, pajzán viccekkel, a házas asszonyok részéről is. A házasságot azonban véglegesnek csak az első gyermek megszületésétől tartották.
A válás a köznép körében lehetséges volt, bár rossz szemmel nézték. Az előkelők feleségei csak ritkán tudtak elmenekülni egy bántalmazó házasságból, szerencsés esetben egy kolostor fogadhatta be őket. A parasztság körében is elfogadott volt a feleség enyhe „testi fenyítése”, de ha valaki megsebezte asszonyát, azt súlyosan megbüntették.

### Életkorok, halál
A japán szokásvilág különböző életkorokat, életszakaszokat igen veszélyesnek tartott, ezért az akkor bekövetkezhető szerencsétlenségek ellen szertartásokkal védekeztek. Más életkorokat szerencsésnek tartottak. A speciálisnak tekintett életkorok idővel változtak, de a 70. életévet ősidők óta nagyra tartották, megünnepelték. Az időseket általános tisztelet övezte.
A magas kort elért családfő visszavonult, hatalmát átadta fiának, de továbbra is tiszteletben tartották, tanácsát kikérték. A parasztok megvárták visszavonulásukkal legalább a legidősebb fiuk nősülését, néha a legfiatalabb fiukét, akkor adhatták át családfői szerepüket. Nehéz időkben helyenként az is elfogadott volt, hogy az idős, csak terhet jelentő rokonokat, főleg asszonyokat kitettek meghalni egy „szent hegyre”.
A halált a japánok által – gyakran egymás mellett – elfogadott vallások, a sintoizmus és a buddhizmus egyike sem tekintette félelmetesnek vagy tragikusnak, inkább lehetőséget jelentett az újjászületésre. A halottakat a család társadalmi állásától függő összetettségű szertartások után temették vagy égették el, utána gyászidőt tartottak, rokonsági foktól függően egy hét és egy év időtartam között.

## Gazdálkodás

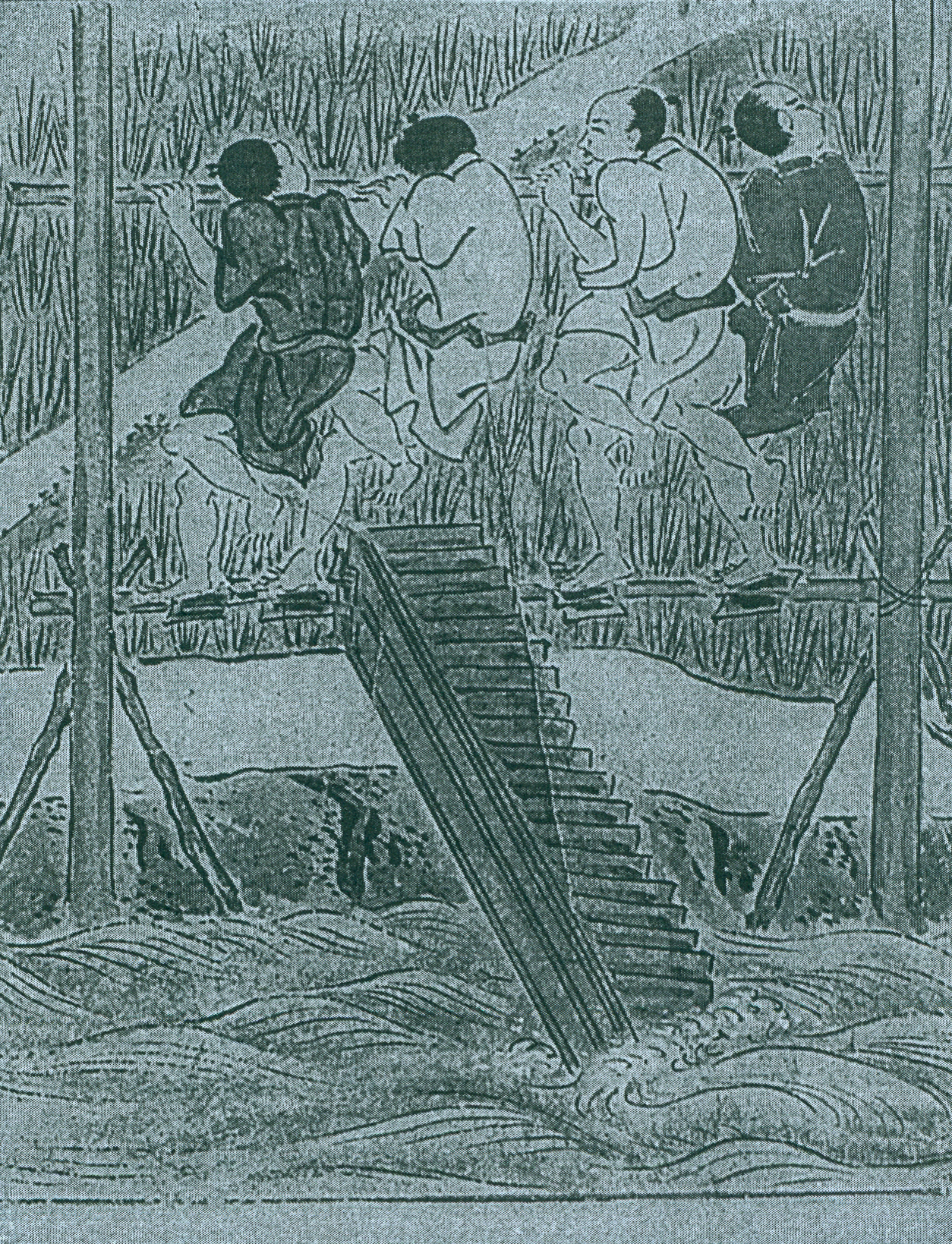
Lábbal hajtott vízkiemelő szerkezet az öntözéshez

A jellemzően nagycsaládi keretek között élő szamurájok birtoka komoly gazdálkodó szervezetként működött. A helyi természeti körülményektől, hagyományoktól, a családtagok lehetőségeitől függően a mezőgazdasági munka mellett többféle kézműves tevékenységet is folytattak. A családhoz tartozó nők munkáját a háziasszony irányította. A birtok javait, késztermékeit nem a házban, hanem különálló, földdel fedett vagy lábakon álló hombárokban tárolták a faépületek miatti gyakori tűzesetek elleni védekezésképpen. A szamuráj a gazdálkodásból az adók megfizetése után fennmaradó jövedelem nagy részét saját felszerelésére, hadi költségeire fordította. A szamurájok családi gazdaságaiban dolgozó szolgák, cselédek, kézművesek szükség esetén fegyveresen is harcoltak uruk mellett közharcosként. Jellemző volt rájuk is a végtelen hűség, a családhoz való ragaszkodás. Uruk korai halála esetén előfordult, hogy a szolgák védték és működtették a családi gazdaságot az örökös felnövekedéséig.
A parasztok egyszerűbb háztartásában a gyakorlatban általában az asszony irányította a gazdálkodást, bár jogilag a családfő szerepe volt a döntő. A falvak közösséget alkottak, a nagyobb munkákban, építkezésekben összefogtak, együtt dolgoztak. A faluközösségek tartották el a közharcosokat (akik a konfliktusokban a szamurájok alatt harcoltak), cserében a harcosok megvédték őket. A falvakban, azok közelében élő szamurájok nem vetették meg a parasztokat, bár az ellenséges urakhoz, szamurájokhoz tartozó parasztságot adott esetben kegyetlenül irtották. A magasabb rangú nemesek viszont egyáltalán tudomást sem vettek a parasztság létezéséről, saját zárt, munkátlan életüket élték.
Napközben a falvakban csak az öregek és a rájuk bízott kisgyerekek maradtak, minden munkabíró ember a földeken dolgozott. A korszak első felében túlnyomórészt kézzel végezték a mezőgazdasági munkákat, a a második felében általánossá vált az ökrök alkalmazása a szántáshoz. Az eke tűzben edzett fából, esetleg vasszegéllyel (vaspapuccsal) készült. A kapát és sarlót általában vásárolták, a fagereblyét maguk készítették. Talicskát nem használtak, a földet kosarakban szállították, vagy gyékényfonatokon a földön húzták.
Vasárnap természetesen nem létezett, a ritka ünnepnapok a mezőgazdasági munka fordulópontjaihoz és jeles vallási dátumokhoz igazodtak. Ilyenkor csepűrágók, mutatványosok is enyhíthették az unalmat, esetleg szerzetesek érkeztek és ajánlották fel közbenjárásukat az égieknél.

### Tavasz
A tavasz a nyugati naptár szerinti február, március és április hónapoknak felelt meg. E szakasz első napját mint az év első napját ünnepelték meg. Hitük szerint ekkor helyet cseréltek a hegyek és a folyók szellemei, ezért ezen a napon nem volt szabad a közelükben járni. (Ez a szokás napjainkig ismeretes Japánban.)
A naptár természetesen döntően határozta meg a mezőgazdasági munkák ütemezését. A tavasz kezdetén szedték fel a gyökérgumós terményeket, a lótuszhagymát. A tavaszi napéjegyenlőség idején babot szüreteltek és vadmézet gyűjtöttek. A tavasz végén már aratták a búzát és a rozst, és elkezdték felszántani a rizsföldet a vetés alá.

### Nyár
A nyár a mai május, június, július hónapokból állt. A nyár elején vetették, majd palántázták a rizst. Ekkor gyűjtötték be a selyemgubókat is. A nyári napforduló alkalmából megpihentek a munkával, rizsbort ittak és különleges ételeket fogyasztottak ünnepségeiken, amelyek során például a férjes asszonyok ledér táncokat mutattak be.
A napforduló után következett a teaszüret, majd a nyár második felében került sor a halottak három napos ünnepére.

### Ősz
Az augusztus, szeptember, október hónapokra kiterjedő ősz elején vetették a hajdinát és a kölest. Ezekben a hónapokban halásztak pontyra, angolnára, pisztrángra. Az őszi napéjegyenlőség előtti hetekben aratták a rizst, majd begyűjtötték a többi terményt, zöldségfélét, és gombát szedtek, gesztenyét gyűjtöttek az erdőkben.

### Tél
A november-december-januárra kiterjedő téli időszak elején felszántották a rizsföldeket és búzát vetettek beléjük. kicsépelték a rizst, majd csendesebb időszak következett: a rövid nappali világosság idején kézműves munkát végeztek, szerszámaikat javítgatták.

### Katasztrófák
Az évszakok rendjét gyakran zavarták meg rendkívüli események, természeti csapások: áradás, aszály, tájfun, tűzvész, rablótámadás, háború. A parasztoknak nem voltak tartalékaik, a terméskiesés mindig éhínséggel fenyegetett. Súlyos esetekben tömeges volt az emberhalál, időnként előfordult az emberevés is. A belső tartományokat az ország erős földrajzi és politikai tagoltsága miatt a természeti és a háborús jellegű csapások is általában különbözőképpen érintették. A hegyek, zúgó folyók és az utakon felállított határsorompók azonban szinte kizárták a tartományok közötti segítségnyújtást. A legjobban a halászfalvak tudtak ellenállni az éhezésnek.

### Halászat
A halászat és a tengerparti gyűjtögetés az ember megjelenésétől kezdve nagy jelentőségű volt Japán szigetein. A módszerek a japán középkorban még a hagyományosak voltak, a jobb (koreai eredetű) halászcsónakok és a vonóháló alkalmazása csak a 16. században terjedt el.
Kétfajta halászfalu létezett: az egyikben a férfiak egész évben a tengerrel kapcsolatos tevékenységeket végezték, és a nők foglalkoztak a mezőgazdasággal; a másikban az egyik évszakban az egész lakosság halászott vagy a tengerparton gyűjtögetett, és a másik időszakban együtt végezték a mezőgazdasági munkát.
Az egyik legfontosabb tengeri termék az ehető alga volt. De mindennél fontosabb volt a sókitermelés, ami nagy csereértékű árut eredményezett. A sótermelés azonban nagyon munkaigényes, nehézkes volt. Egy algafajtát alkalmaztak erre a célra, ami eredetileg is tartalmazott sót. Ezt kitermelve a parton egy ideig még locsolták sós tengervízzel, majd megszárították és elégették. A visszamaradt hamut vízbe téve vált el a só az égéstermékektől. A maradék sós vizet még le kellett párolni. A másik módszer a tengervíz nagy üstökben történő lepárlása volt, de ez jóval több tűzifát igényelt.
Sajátos halászati módszer volt édesvizeken a kárókatonával folytatott halászat. A madár lábára zsineget kötöttek, a nyakára pedig egy gyűrűt. ami nem engedte, hogy lengyelje az elfogott halat. Hagyták vadászni a falánk madarat, de munkájának eredményét kivették a torkából, majd újabb halak után engedték.

## Táplálkozás

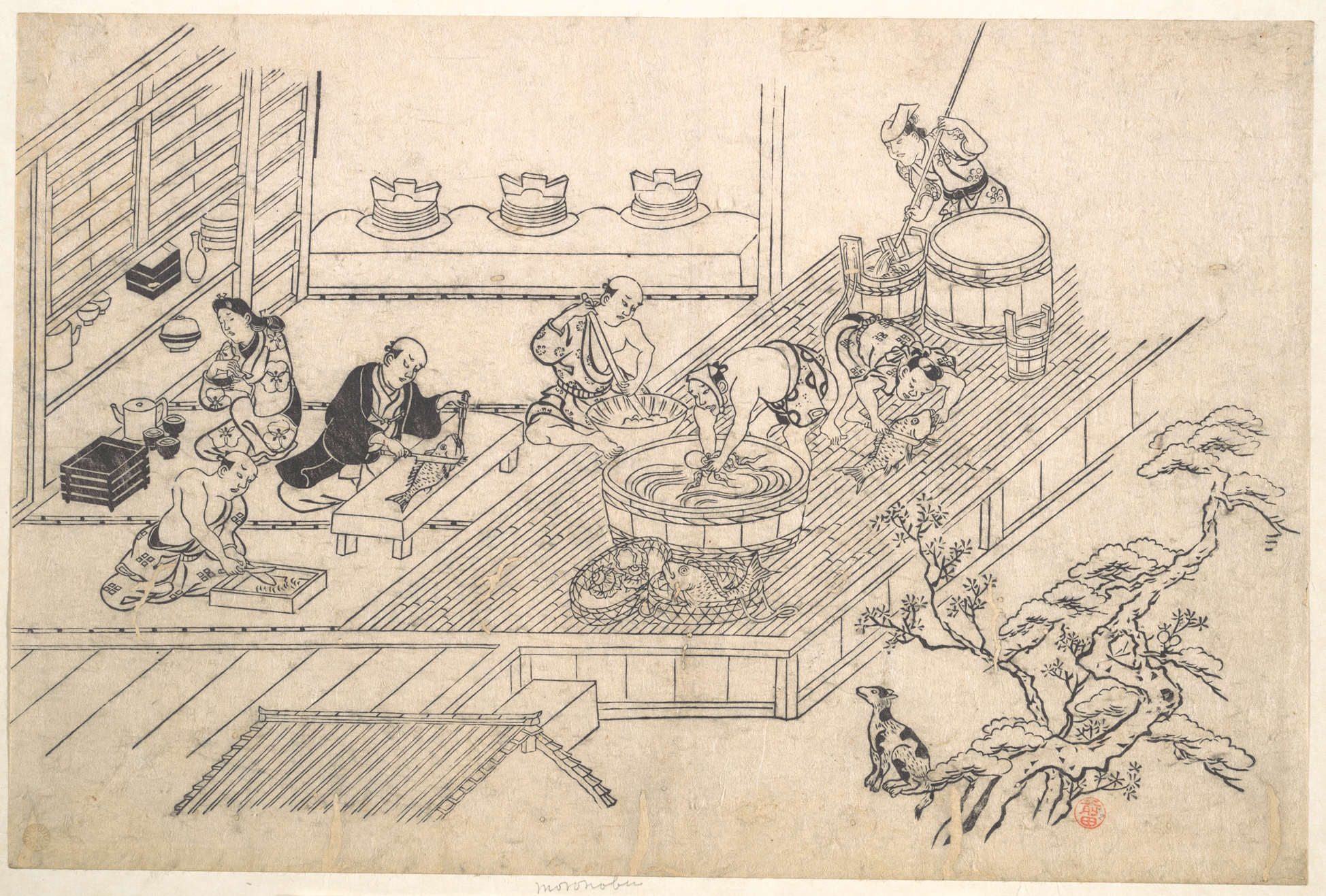
Japán teaház 1680 körül

A nemesek nem ettek húst, csak halat, szigorúan betartották a buddhista előírásokat. Ez a szamurájokra, harcosokra nem vonatkozott. Az arisztokrácia tagjai, köztük nők is, gyakran mértéktelenül fogyasztottak szeszes italokat. A rizsbor-ivászatok közvetve sok ember korai halálát okozták. A nemesek és a szerzetesek e kor elején naponta kétszer étkeztek: a reggelit déltájban, a második étkezést délután négy óra körül fogyasztották el. Később áttértek a harcosok gyakorlatára, a napi háromszori étkezésre. A 14. századtól a nemesek is kezdtek némi húst fogyasztani.
A japánok nem ismerték a közös nagy asztal fogalmát; minden, a földön ülő vagy heverő személy elé lábakon álló tálcákon szolgálták fel az ételeket. A jómódúak étkezése változatos volt, a tenger gyümölcseit becsülték a legtöbbre, de rengeteg különböző zöldséget, szárított és nyers gyümölcsöt, tengeri és édesvízi halakat, különféle vadhúsokat fogyasztottak. Csak hüvelyesekből ötven körüli különböző fajtát termesztettek. A szegények fő eledele a hajdinakása, köles, búza volt, amiket csak ritkán keverhettek rizzsel.
A zen buddhizmus térhódítása nyomán a 14. századtól a szerzetesek, valamint az arisztokraták, gazdag harcosok egy része a hús helyettesítése érdekében erősen olajos ételeket kezdtek fogyasztani, mint a repce- szója- szezám- vagy kaméliaolajjal készített tofu ételek. Ezeknek a „testet megtisztító” hatást tulajdonítottak. A cukrot először a 8. században hozták be Kínából és sokáig csak gyógyszerként alkalmazták.
A tehetős japánok étkezését számos szokás, rituálé szabályozta. Sok ételt nem volt szabad meghatározott másokkal együtt fogyasztani. Naptár szerint is változatos szabályok érvényesültek az egyes ételek fogyasztását illetően.
A tea a 12. században jelent meg az országban. Eleinte ezt is orvosságként kezelték, majd a 14. századtól divatossá vált a nemesek körében, és ők már sok tucatnyi fajtát különböztettek meg, kóstoltak, fogyasztottak összejöveteleiken. A 15. században aztán a köznép soraiban is elterjedt.

### A szamurájok, harcosok étrendje
A korszak elején még a magasabb rangú szamurájok étkezése is igen egyszerű volt, közel állt a parasztokéhoz, akik rizst sem ehettek minden nap, ez csak a 14. századra vált a nép alapélelmezési cikkévé. Ekkor viszont a rizses ételeknek már számtalan változatát készítették, sok különböző más élelmiszerrel, zöldségekkel, algával keverték, pirították, szárították, főzték, párolták.
A harcosok rendszeresen vadásztak, a vadhúst apróra vágva, megszárítva tartósították is. Ínyencfalatnak számított a medve és a japán borz talpa, a vaddisznó sült bőrkéje.
Háború idején zsoldjukat rizsben kapták. Igyekeztek egyszerre csak annyit megfőzni, amit elfogyasztottak, mert a főtt rizs gyorsan romlik. Egyéb lehetőség híján zacskóban folyóvízbe áztatták, majd a zacskót sekélyen elásták és tüzet raktak fölötte. Szükség esetén a nyers áztatott rizst ették. A harcosok kedvelt élelme volt még a szárított makréla vagy más hal, szárított zöldségek és a sós vízben pácolt majd megaszalt szilva.
A 15. századra a rizs alapvető táplálék lett a közemberek és a harcosok számára is. A napi fejadag körülbelül 90 dkg volt. Importra is szükség volt időnként, főleg Koreából, de a 16. század végén megjelenő holland kereskedők is szállítottak Japánba rizst Jáva szigetéről.

### Dohányzás
A dohány termesztése a 16. század végén jutott el Japánba. Délkelet-ázsiai típusú, hosszú szárú, fém fejjel ellátott pipából szívták. A hatóságok többször megpróbálták betiltani a tűzveszély és gazdasági okok miatt, de ennek ellenére gyorsan elterjedt és fenn is maradt a „hosszú élet teájának” nevezett dohány élvezete.

## Ruházkodás

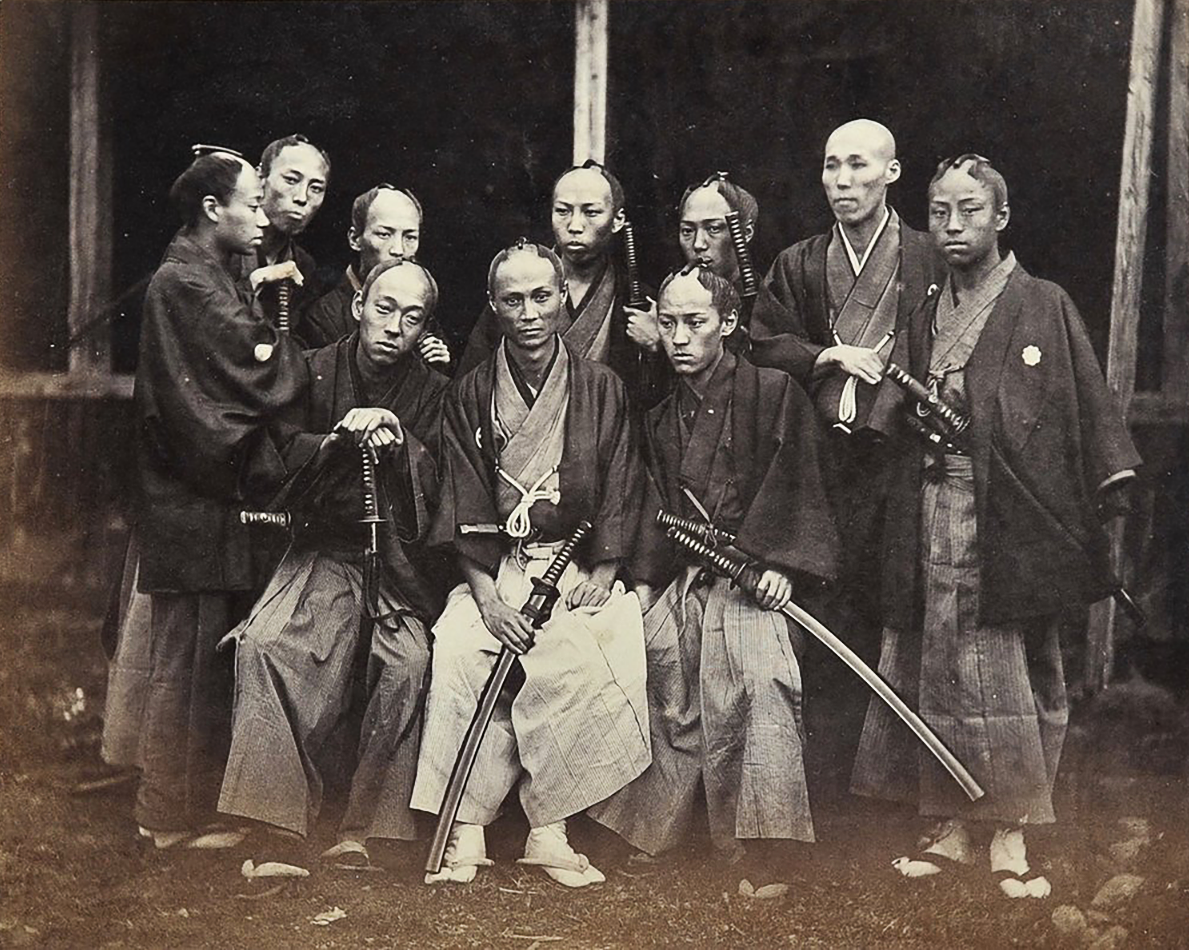
Szamurájok 1864-ben

A közemberek alapruházata egy térd alá érő nadrágból és egy zubbonyféléből állt. E fölött esetleg egy bő, zárt nyakú kabátot viseltek. Minden ruhájukat indigókékre vagy lilára festették növényi eredetű festékekkel. Mezítláb jártak, esetleg sarok nélküli szalmapapucsot hordtak, ami a talpukat védte. Sáros időben facipőt vettek fel. Bambuszból, olajos vászonból vagy papírból készült esernyőt is alkalmaztak a sok eső ellen. Télen szalmaköpenyt, havas vidékeken csuklyát és szalmacsizmát is hordtak. Nyári melegben gyakran csak alsónadrágban dolgoztak a földeken.
A nők egyszerű kimonót viseltek, az évszaktól illetve anyagi lehetőségeiktől függően akár többet egymás fölött. Nyári melegben a férfiakhoz hasonlóan gyakran fedetlen felsőtesttel dolgoztak, ez teljesen elfogadott volt.
A vadászok és az egyszerű harcosok bőrből készült felsőruhát hordtak.
A nemesek, arisztokraták, udvari emberek öltözködését sokféle szokás és tételes, idővel változó előírás szabályozta rangjuktól függően. Ennek következtében viseletük gyakorlatilag a társadalmi helyzetüket tükröző egyenruha volt. A drága kelmék mennyisége egyben a gazdagságot is tükrözte. Több alsóruhát, nadrágot és felsőruházati darabokat is felöltöttek egymás fölé. Előírás volt egy időben a hosszú, akár három méteres uszály is, amit aztán az övükhöz erősítettek, hogy közlekedni tudjanak. Télen ruhadarabjaikat kibélelték, vattázták. A nemesek ruházatukon fegyvereket is hordtak: kardjukat vízszintesen kötötték övükhöz, emellett díszöltözetükhöz 1,8 méteres aszimmetrikus íjat is viseltek. A hátukon helyezték el a tegezt, amiből a nyilak tollas vége legyezőszerűen állt ki.
Az előkelő nők drága anyagból készült kimonókat viseltek, többet egymás felett úgy, hogy az alsók színe, anyaga is látszódjon.

## Testápolás, higiénia
A később híressé vált japán higiénia ebben a korban még ismeretlen volt. Az egyszerű emberek csak nyáron fürödtek, természetes vizekben; a meleg víz luxusnak számított, kivéve a szerzetesek rituális tisztálkodását. Meleg fürdőt gyógymódként is alkalmaztak, főleg a nátha ellen. A sokfelé előforduló természetes hőforrásokat viszont ősidőktől nagyra becsülték és használták.
A gazdagok külön fürdőházakban tisztálkodtak, általában alsóruhában merültek a vízbe. A szappant nem ismerték, finom hamu helyettesítette. Habkővel távolították el bőrkeményedéseiket, dörzsölték bőrüket, hogy puhább, finomabb legyen.
Testi szükségleteiket bárhol elvégezték a szabadban, ahol éppen voltak. Ürítkezés után kis papírlapokkal vagy fapálcikákkal tisztították meg magukat, ezeket is otthagyták. A takarítás a településeken a „kitaszítottak” kasztja tagjainak kötelessége volt. A nemesek telkén külön kis épületeket emeltek a latrina fölé. Orrfúvásra a tehetősek már ekkor papírzsebkendőt használtak. A kezet tisztátalannak tartották, jó okkal, ezért igyekeztek nem érinteni kézzel a tárgyakat; az ajándékokat például a ruhaujjukon vagy legyezőn nyújtották át.

### Arcápolás
Az előkelők körében a fehér arcbőr volt a divatos, kívánatos, ezért nem csak a nők, hanem a férfiak is kendőzték az arcukat. A nők természetes anyagból készült fehérítőszereket is alkalmaztak, majd a 16. századtól Kínából vagy Európából importált ólomfehér festéket, ami egyébként erősen mérgező vegyület, de ez sem tántorította el őket a divattól.
Az ifjú hölgyek szinte teljesen kiszedték szemöldöküket, fogukat pedig feketére festették. Az ép szemöldök és a fehér fog visszatetsző látvány volt számukra.

## Időbeosztás
Az egyszerű emberek természetesen a nap járásához időzítették életüket, felkelésüket és lefekvésüket. Egy térségben aludt a család, a házaspár szerelmi élete is ott zajlott a takarók alatt.
A nemesek esetében az alvás ideje változatos volt, az étkezéseké sem volt meghatározva. Az urak szerelmi ügyeiket, félrelépéseiket éjszaka intézték, hajnal előtt tértek haza, és délelőtt aludtak. Máskor a nagy meleg vagy éppen hideg miatt átaludták a délutánt.

## Építkezés

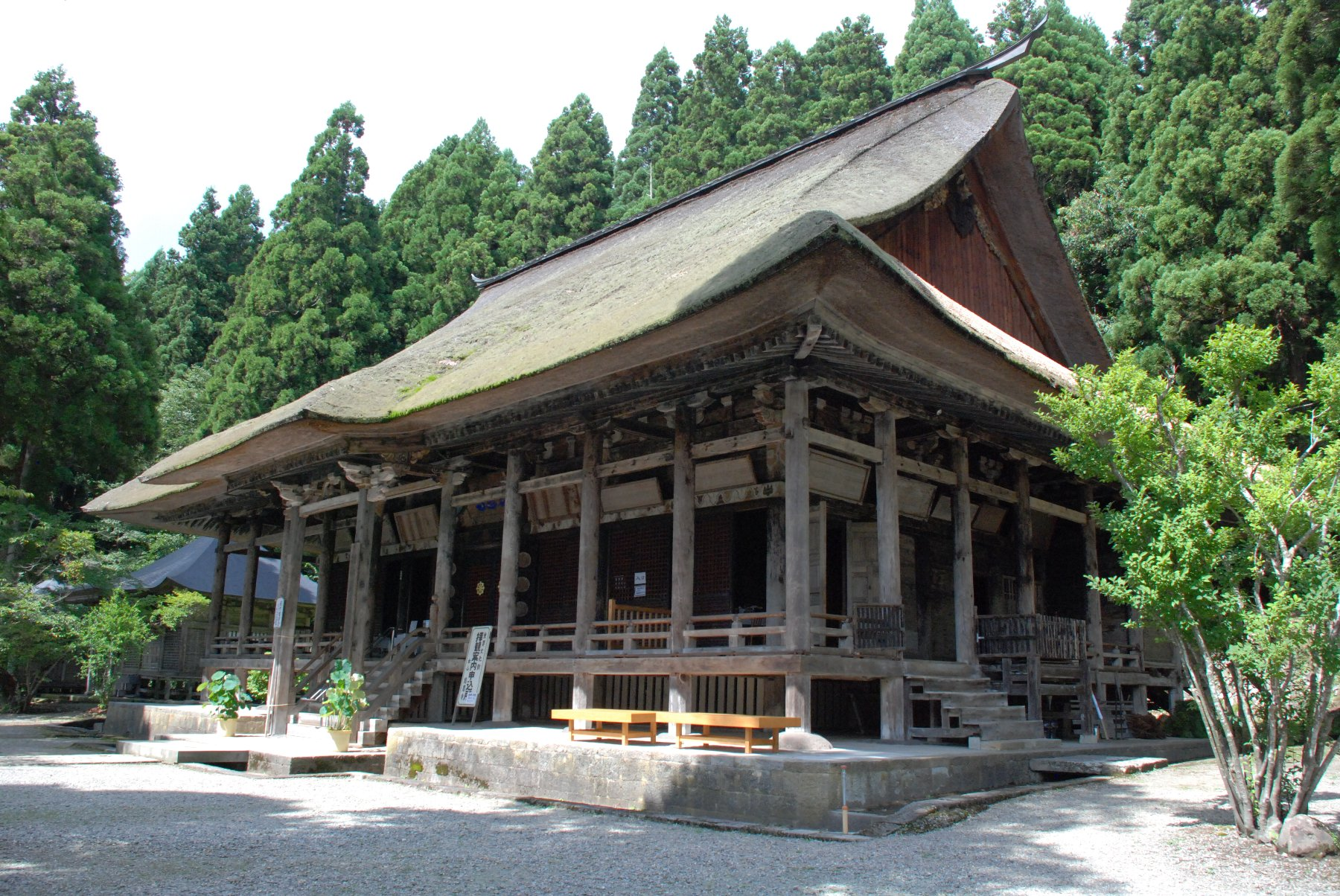
A korszak egyik fennmaradt temploma jól mutatja a tető és az oszlopok jelentőségét az építészetben

A nemesek házainak építésére vonatkozóan, akárcsak az élet megannyi más területére, rengeteg szabály volt érvényben, ezeket azonban meglehetősen rugalmasan kezelték. Az épületek megtervezésekor nagy figyelmet fordítottak a kiválasztott hely adottságaira, a környező természettel való kapcsolatra.
Az épületek legfőbb alkotóeleme az oszlopokon nyugvó súlyos tetőzet volt, aminek ellen kellett állnia a viharoknak és a gyengébb földrengéseknek. A méretezés alapegysége az egy ember alvásához szükséges hosszúság volt, amit körülbelül 192 cm-ben határoztak meg. A 15. századtól megjelenő tatami is ezt a hosszúságot vette fel. Ekkora volt a tartóoszlopok közötti távolság, és ennek többszörösei adták meg az épület fő méreteit. A hántolt fatörzsből készült oszlopokat a talajra helyezett gyámkövek támasztották alá. A padlózat és a talaj között szabad térség maradt. Az egész szerkezet stabilitását a nehéz tetőzet biztosította, amit cserép vagy fazsindely fedett. A szinte kizárólag fából készült épületek rendkívül tűzveszélyesek voltak. Emiatt a család kincseit, a gazdaság értékesebb terményeit a főépülettől távolabb álló, kőből és földből épült hombárokba helyezték el. Ha a ház leégett, a család is ezekben a hombárokban talált menedéket az újjáépítés idejére.
Az épület külső és belső falai is „könnyűszerkezetesek” voltak; bambusz- vagy fa rácsozatot gipsz- vagy vályoghabarccsal töltöttek ki és a felületet elsimították. Ezek a falak könnyen átépíthetők, cserélhetők voltak a tetőzet megbontása nélkül, de az épület belsejében még ennél is könnyebb, mozgatható válaszfalakat, valamint sok paravánt is alkalmaztak.
A lakóterület fontos része volt a házat körülvevő kert, aminek később a jellegzetes japánkertként erősödött meg a kultusza.
A meleg, esős nyár kivételével a japán házak kényelmetlen otthonok voltak. A falak alig tartották kinn a szelet; a fűtést csak parázstartók révén lehetett megoldani annyira, amennyire. A szegények házaiban nem volt emelt padlózat, ezért azokban a földbe süllyesztett tűzhelyt ülhették körül. A gazdagok több rétegű párnázott ruházatot viseltek, meleg takarók alá bújtak. Az északi, havas területeken még keményebb volt a téli élet. A viszontagságok ellen segített a tevékeny életmód; talán emiatt is kerültek ki a legjobb harcosok az északi vidékekről. Világítás csak a gazdagok házában volt, egyszerű olajlámpások, gyantával készült gyertyák adtak némi fényt.
A berendezést gyakorlatilag csak szalmával töltött ülőpárnák és néhány láda alkotta; ezeket néha lábakra, sőt kerekekre is szerelték. A gazdagok vastagabb, de szintén felcsavarható derékaljat használtak a korszak végén általánossá váló tatami helyett.
A konyha az épület távoli sarkában helyezkedett el a tűzveszély miatt. Ez a helyiség nem volt olyan üres, mint a ház többi része; az agyagtűzhely mellett sok láda és konyhaeszköz alkotta a berendezést. Itt tartották az ünnepi alkalmakkor használt alacsony asztalkákat is; hétköznapiasan mindenki csak a puszta földön fogyasztotta el ételét, esetleg papírlapon vagy tálcán.

### Falusi építkezés
A parasztok házainak építési elvei ugyanazok voltak, mint a gazdagabbakéi, de a házak stílusa, belső felosztása, szerkezete tartományonként, akár falvanként is változott. Ami állandó volt, a faanyag kizárólagos használata, és az, hogy először itt is a tetőszerkezetet készítette el az ács a tartóoszlopokon. A falusi ácsok is nagy tudású, megbecsült szakemberek voltak.
A legszegényebbek házai deszkakunyhók vagy faágakból összetákolt, belül sötét és piszkos viskók voltak. A döngölt földpadló gyakran felázott. A bejárati ajtó mellett agyagtűzhelyen főztek, a lakók fő tartózkodási helye az előszoba volt. A hátsó szobában vagy benyílóban szétszórt szalmán aludtak.
A nagyobb házakhoz lóistálló is tartozott, különösen ha a gazda egyben szamuráj is volt. A lovakat az európai szokásoktól eltérően fejjel a kijárat felé kötötték be.
A négyszögletes kávájú gémeskút itt is a falusi „társadalmi élet” egyik központja volt, mint oly sokfelé a világon. A vízhordó lányok, asszonyok itt cserélték ki híreiket, a tócsákban gyerekek és kutyák játszottak.

## Utazás
E korban az emberek a hadakozások kivételével csak ritkán utaztak; az utak veszélyesek voltak. A gazdagok, tehetősek időnként, szent helyek meglátogatására, távolabbi zarándoklatokra is elszánták magukat. Ekkor általában lóháton vagy gyalog közlekedtek. A gyaloghintó vagy az ökrösszekér csak magas rangú személyeknek vagy betegeknek járt, de ez is nagyon kényelmetlen lehetett a rugózás teljes hiánya és a rossz utak miatt.
A főbb városok között lovas postafutárok közlekedtek. A Kiotó és Kamakura közötti mintegy 600 kilométeres utat ők hét nap alatt tették meg, az express futárok öt nap alatt. Az egyszerű közlekedők számára ekkora távolság legalább tizenöt napot vett igénybe.
A zarándoklatok a fiatalabb utazók számára az ismerkedés, a szerelmi kalandok lehetőségei miatt is vonzók voltak. A hosszadalmas utazásokon számos szentélyben, kolostorban, fogadóban szálltak meg, ahol lehetőség volt találkozásokra, illetve a fogadók személyzetéhez tartozó nők is szórakoztathatták az utazókat. Az egyszerűbb emberek az általában vendégszerető parasztoknál töltötték az éjszakákat.

## Igazságszolgáltatás
A patriarchális családban a családfő jogai közé tartozott szükség esetén a háznép tagjainak büntetése is, bár nyilvánosan nem alkalmazhatott testi fenyítést. A hűbérurak a területenként és koronként változó szokásjogot alkalmazták igazságszolgáltatási tevékenységük során, általában az enyhébb ítéleteket részesítették előnyben a lehetőségek közül. A szamurájoknak bíráskodásuk során az írott törvényeket kellett alkalmazniuk, így főleg az 1232-ben a kamakurai kormányzat által közzétett 51 cikkelyes törvénykönyvet. A közemberek bűneit általában meghatározott idejű börtönnel, izzó vassal történő megbélyegzéssel büntették, a szamurájokat száműzték, birtokukat részben vagy egészben elkobozták.

## Városiasodás
Ebben a korban felgyorsult a városiasodás folyamata is. Megelőzőleg csak a közigazgatási központok, élükön a fővárossal, voltak a kor városai.
A belterjes földművelés elterjedésével viszont gyorsan nőtt a népesség, fejlődött a kereskedelem. Az új városok kialakulásának magjai a piacos helyek lettek, azok a közlekedési csomópontok, ahol egyre gyakrabban tartottak piacokat, és ennek nyomán megindult a letelepedés is. Néhány nemzedék alatt alakultak ki ezekből a városok. 1550-re már jó néhány településnek volt több száz vagy akár több ezer lakosa.
A városok másik típusa a helyi hatalmi központok körül alakult ki. Az állandósult polgárháború viszonyai között az egyes nagyurak csak ritkán kockáztatták azt, hogy a fővárosba utazzanak, helyette kiépítették saját adminisztrációs és gazdasági központjaikat. Ezekben a hadurak lakóvárai körül letelepült helybéli kézművesek, kereskedők, papok, kétkezi munkások és mutatványosok egyaránt leginkább a helyi vezető szolgálatában álló szamurájok tömegeinek szükségleteit elégítették ki.
A városiasodás a legelőrehaladottabb természetesen a legnagyobb városban, Kyotóban volt. A belháborúk miatt a 15. századra összeomlott a város kormányzati rendszere, ezért a kereskedők és a kézművesek létrehozták saját szervezeteiket, igyekeztek szabályozni a piac működését. A városi közemberek rendkívül változatos szakmai csoportokba tömörültek.
Voltak közöttük:
„halaskofák, a gyógynövényárusok, a füstölőkkel és orvossággal házalók. Voltak, akik tűzifát, szenet, seprűt, lábbeliket, sót, olajat és friss zöldségeket árultak... asztalosok, tetőfedők, kőfaragók, kőmívesek... páncélkészítők, festékszárítók, parókakészítők, kardélezők, kalpaglakkozók, fésűfaragók, tűgyártók, takácsok, hímzők, fonómesterek, olvasókészítők, fémművesek, kovácsok. Aztán ott voltak még, akik kegytárgyakat készítettek... az orvosok, médiumok, jövendőmondók és földjósok.” Az utcákon hullámzott a tömeg: kocsik, taligák, árusok és házalók, zarándokok, vándorszerzetesek, mutatványosok.
A városokban a nők egy része házaló árus volt, de részt vettek a pénzkölcsönzésben, kézműves áruk, eladásra szánt ételek előállításában is. A nők jelentős részét „felszívó”, háremeket tartó poligám hatalmi elit hanyatlásával terjedt a városokban a szabályozott prostitúció.
A belháborúk sora, a sajátos japán feudális anarchia a városokra is kiterjedt. A városiak nagy része nem a város egészének, hanem az egyik vagy másik városrész lakójának tartotta magát. A városnegyedek önvédelemre rendezkedtek be, barikádokkal, földsáncokkal, vizesárkokkal határolták el magukat.
Sok japán gondolkodónak, a hagyományos uralkodó osztály tagjainak nem tetszett a korai kapitalizálódás. Egy szerzetes-költő 1525-ben így írt erről:

„Semmi sem fogható ahhoz, amikor a haszon reményében üzletel valaki. Az emberek, akik így tesznek, soha nem beszélnek az istenségekről vagy a buddhákról. Gondolataik soha nem forognak a világ jobbulása vagy hanyatlása körül. Mit sem tudva a hó, a hold és virágok kecsességéről, távol tartva magukat a barátokról, nem kérve hozzátartozóik és szeretteik kedvességéből, minden ébren töltött pillanatukat pénzszerzéssel töltik. Ám számukra ez a módja annak, hogy boldogulni tudjanak a világban. Nem szabad viszont elfelednünk, hogy azoknak, kik, akárcsak névleg, de földeket birtokolnak, ezenfelül a templomok birtokain élő szerzeteseknek, távol kell tartaniuk magukat mindettől. Ugyanakkor azt is észre kell venni, hogy a fővárosban, Sakaiban, a déli fővárosban, Sakamotóban és a birodalomnak ezen fertályán, a szakékereskedők igencsak nagy jólétben élnek.”

A kereskedők erősödésével megnőtt a segédi, kisegítői állások száma. A társadalom peremén élő csoportok tagjai, akik korábban olyan „alantas” munkákat végezték, mint a takarítás, a halottak mosdatása, új munkalehetőségek adódtak: révészek, bőrcserzők, vasmunkások, festékkészítők, jövendőmondók vagy mutatványosok lehettek. Ők is érdekvédelmi szervezetekbe tömörültek, sőt idővel monopolizálták saját tevékenységi körüket.